# Gahanisca gnathocerus
Gahanisca gnathocerus är en stekelart som beskrevs av Karl-Johan Hedqvist 1969. Gahanisca gnathocerus ingår i släktet Gahanisca och familjen puppglanssteklar. Inga underarter finns listade i Catalogue of Life.